# Greenfield, Kalifornien
Greenfield är en stad (city) i Monterey County, i delstaten Kalifornien, USA. Enligt United States Census Bureau har staden en folkmängd på 16 611 invånare (2011) och en landarea på 5,5 km².